# Klub Piłki Siatkowej Chemik Police 2015-2016
Questa voce raccoglie le informazioni riguardanti il Klub Piłki Siatkowej Chemik Police nelle competizioni ufficiali della stagione 2015-2016.

## Organigramma societario
Area direttiva
- Presidente: Adam Kulbiej

Area tecnica
- Allenatore: Giuseppe Cuccarini
- Allenatore in seconda: Giacomo Mescheri

## Rosa
| N° | Nome                 | Ruolo | Data di nascita   | Nazionalità sportiva |
| -- | -------------------- | ----- | ----------------- | -------------------- |
| 1  | Anna Barańska        | S     | 14 maggio 1984    | Polonia              |
| 2  | Mariola Barbachowska | L     | 3 luglio 1982     | Polonia              |
| 3  | Madelaynne Montaño   | S/O   | 6 gennaio 1983    | Colombia             |
| 4  | Katarzyna Biel       | C     | 21 settembre 1981 | Polonia              |
| 6  | Agnieszka Bednarek   | C     | 20 febbraio 1986  | Polonia              |
| 8  | Izabela Bełcik       | P     | 29 ottobre 1980   | Polonia              |
| 9  | Helena Havelková     | S     | 25 luglio 1988    | Rep. Ceca            |
| 10 | Yonkaira Peña        | S     | 10 maggio 1993    | Rep. Dominicana      |
| 11 | Stefana Veljković    | C     | 9 gennaio 1990    | Serbia               |
| 12 | Izabela Żebrowska    | S/O   | 23 febbraio 1985  | Polonia              |
| 13 | Katarzyna Mróz       | C     | 19 febbraio 1981  | Polonia              |
| 14 | Joanna Wołosz        | P     | 7 aprile 1990     | Polonia              |
| 16 | Aleksandra Przybysz  | S     | 2 giugno 1980     | Polonia              |
| 19 | Paulina Maj          | L     | 22 marzo 1987     | Polonia              |